# Lunsemfwa
Lunsemfwa (anglicky Lunsemfwa River) je řeka v provinciích Lusaka, Východní a Centrální v Zambii. Je to pravostranný přítok řeky Luangwa, která ústí do Zambezi. Na řece je rozvinutý rybolov.

## Průběh toku
Řeka pramení nedaleko hranic s Demokratickou republikou Kongo u města Mkushi v Centrální provincii v nadmořské výšce okolo 1500 m n. m. a teče jižním směrem. Na jejím toku se nachází přehrada Mita Hills, která byla postavena v 50. letech 20. století pro výrobu elektrické energie a je 30 km dlouhá a 3 až 5 km široká. Asi 30 km po proudu za přehradou řeka vstupuje do hluboké rokle, která odděluje plošinu, kde řeka pramení, od riftového údolí Luangwa. Tato rokle se nazývá Lunsemfwa Wonder Gorge, je 20 km dlouhá, 500 m hluboká a 1 km široká. Z vyhlídky Bell Point je vidět soutok řeky Lunsemfwa s řekou Mkushi. Řeka Lunsemfwa vtéká do riftového údolí Luangwa asi 40 km od jeho západního okraje. Řeka zde tvoří meandry a říční nivu, která je 1 až 2 km široká. Dále po toku řeka Lunsemfwa zleva přijímá řeku Lukusashi. Blízko hranic s Mosambikem se v nadmořské výšce 371 m n. m. řeka Lunsemfwa zprava vlévá do řeky Luangwa, která je přítokem Zambezi.